# Gutenstetten

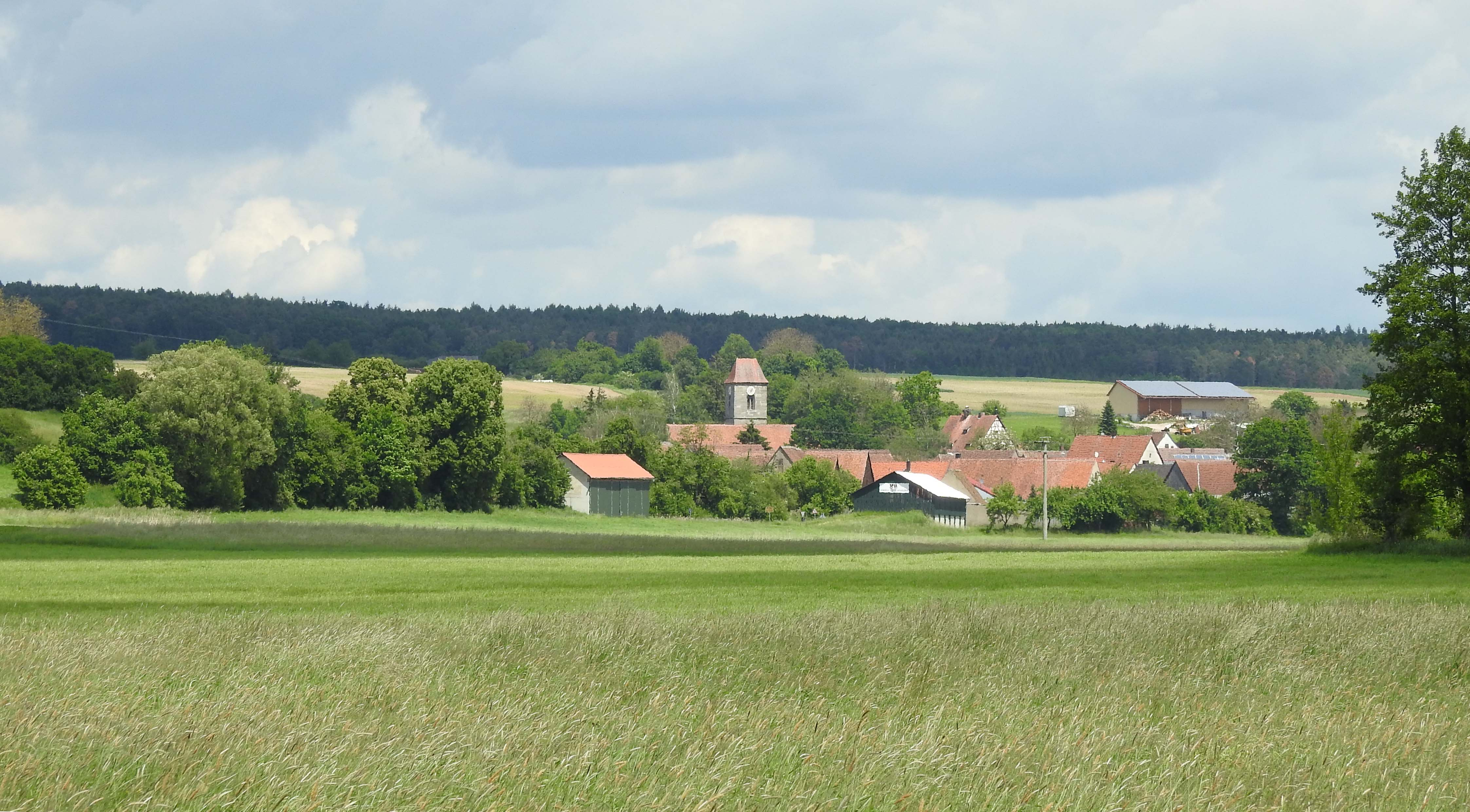
Gutenstetten von Süden

Gutenstetten ist eine Gemeinde im Landkreis Neustadt an der Aisch-Bad Windsheim (Mittelfranken, Bayern).

## Geografie

### Lage
Die Gemeinde liegt in den südlichen Ausläufern des Steigerwaldes.

Durch das Gemeindegebiet fließen die Flüsse Steinach, Ehebach, Engelsbach und Aisch.

### Nachbargemeinden
Nachbargemeinden sind (von Norden beginnend im Uhrzeigersinn): Uehlfeld, Dachsbach, Gerhardshofen, Diespeck und Münchsteinach.

### Gemeindegliederung

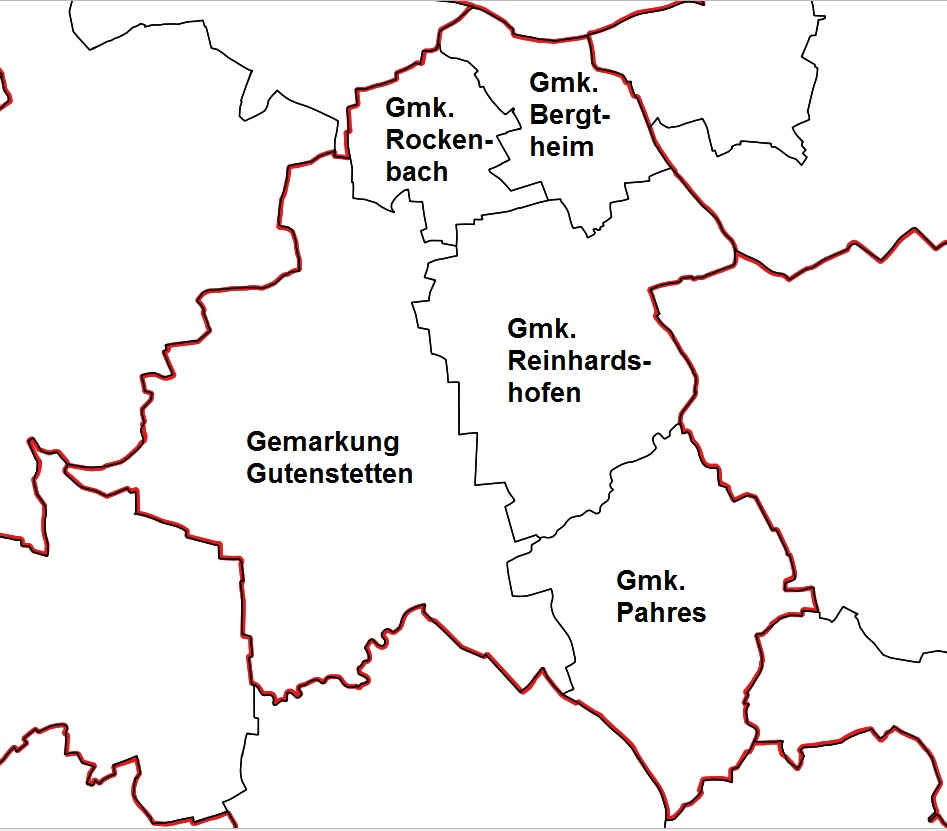
Die Gemarkungen auf dem Gebiet der Gemeinde Gutenstetten

Die Gemeinde hat sieben Gemeindeteile (in Klammern ist der Siedlungstyp angegeben):
- Bergtheim (Dorf)
- Gutenstetten (Pfarrdorf)
- Haag (Weiler)
- Kleinsteinach (Dorf, früher als „Wittgensteinach“ ein Lehen der Pfarrei Gutenstettens)
- Pahres (Dorf)
- Reinhardshofen (Kirchdorf)
- Rockenbach (Dorf)

Die Einöde Ziegenhof ist mittlerweile zur Wüstung geworden.
Es gibt auf dem Gemeindegebiet die Gemarkungen Bergtheim, Gutenstetten, Pahres, Reinhardshofen und Rockenbach. Die Gemarkung Gerhardshofen hat eine Fläche von 9,047 km². Sie ist in 1033 Flurstücke aufgeteilt, die eine durchschnittliche Flurstücksfläche von 8758,00 m² haben. In ihr liegen neben dem namensgebenden Ort die Gemeindeteile Haag und Kleinsteinach.

## Geschichte

### Mittelalter
Die Namensendung -stete rückt Gutenstetten in die Reihe der Ortsnamen auf -stadt, für die ein hohes Alter anzunehmen ist, mit einiger Wahrscheinlichkeit noch vor der fränkischen Landnahme ab 530. Ortsnamen auf -stadt/-stedt finden sich häufig in Thüringen, dagegen kaum in Rheinfranken. Für ein hohes Alter des Ortes spricht auch die Lage am Schnittpunkt der Aischtalstraße mit einer von Burgwindheim herkommenden Nord-Süd-Verbindung sowie das ursprüngliche Kirchenpatrozinium St. Martin.
Im Codex Eberhardi ist eine Abschrift einer Urkunde des 9. Jahrhunderts erhalten, in der der Ort als „Tutenstete“ zusammen mit Lonnerstadt, Wachenroth und weiteren Orten des Aisch- und Ebrachgrundes erwähnt wurde. Das Grundwort ist „steti“ (ahd. Ort, Stätte), das Bestimmungswort der Personenname „Tuoto“ oder „Tuto“ (von thiud Volk). 1539 wurde diese „Hofstätte des Tuto“ erstmals „Guttenstetten“ genannt, weil der Personenname nicht mehr geläufig war und es so zu einer Angleichung an das Adjekt „gut“ kam. Die oben genannten Orte werden in der regio sclavorum, also im Slawenland lokalisiert. Das Nachbardorf Pahres trägt in der Tat einen slawischen Ortsnamen, doch ist dies der äußerste westliche Rand des Gebiets, in dem sich im 8. bis 10. Jahrhundert Slawen niedergelassen haben. Gerade die Grafen von Schweinfurt, deren vorletzter Repräsentant der Markgraf Ezzilo (Heinrich von Schweinfurt) war, betrieben Landesausbau mit slawischen Siedlern. (Im Jahr 995 erhielt das Kloster Fulda eine Schenkung von Gutenstettener Besitz durch Ezzilo.)
Der Einfluss des Klosters Fulda auf Gutenstetten schwand im 11. Jahrhundert und verlor sich zu Beginn des 12. Jahrhunderts mit der Gründung eigener Landesklöster wie dem Kloster Münchsteinach im Jahr 1102 völlig. Seit dem 11. Jahrhundert hatte der Würzburger Bischof (beginnend mit Besitzvergaben von Königsrecht und Königsland im Rangau und Steigerwald unter Otto III. und Heinrich II.) am Ort Herrschaftsrechte ausgeübt. Der von 1045 bis 1090 regierende Bischof Adalbero von Würzburg hatte 1056 seinem Heimatkloster Lambach in Oberösterreich die von seinem Vater Arno(ld) II. von Wels-Lambach (gestorben 1055) ererbte Pfarrei „Taotinsteten“ (zweifelsohne Gutenstetten) vermacht. Die Anrechte an Gutenstetten vermachte wahrscheinlich schon frühzeitig der Abt vom weit entfernten Kloster Lambach an den Abt von Münchsteinach.
Die Kirche in Gutenstetten, deren älteste Kapelle ein Frankenpatrozinium St. Martin hatte, unterstand bei der Präsentation des Pfarrers im 12. Jahrhundert dem in der Nähe gegründeten Kloster Münchsteinach St. Nikolaus, dessen Klosterpatron auf dem Gutenstettener Altar angebracht wurde. Das 1275 gegründete Nonnenkloster Birkenfeld erhielt die Lehenshoheit und gegen Ende des 15. Jahrhunderts auch das Präsentationsrecht für die Gutenstettener Pfarrei.
1234 rückte der Ort in die Nähe eines Reichsdorfes, als mit königlicher Erlaubnis unter Leitung von Wilhelm von Wimpfen (einem kaiserlichen Bediensteten aus Nürnberg) ein Marktzeichen (signum forense, meist ein Kreuz mit Schwert und Handschuh) aufgerichtet wurde. Auf Betreiben benachbarter Fürsten (allen voran des Würzburger Bischofs Hermann I.) musste es König Heinrich VII. nur wenige Monate später (am 21. November 1234) wieder einziehen. 1272 oder 1280 kam Gutenstetten an die hohenzollerischen Burggrafen von Nürnberg, wurde jedoch wie zuvor schon von Dachsbach (unter oettingischer Herrschaft) aus verwaltet. 1324 erhielt Gutenstetten das Marktrecht. Im 15. Jahrhundert ging die Herrschaft über Gutenstetten von den Burggrafen an die Markgrafen über, der 1436 einen Aischfegebrief erteilte, in dem die Pflicht zur Instandhaltung des Aischbettes festgelegt wurde, in dem aber andererseits auch bekräftigt wurde, das Fischereirecht von der Kohlenmühle in Neustadt bis zu den Gutenstettener Brücken ausüben zu können.
In Oberwinterbach und Schornweisach verfügte die Pfarrei Gutenstetten über lehenspflichtige Kapellenhöfe. Bischof Johann von Würzburg ließ 1336 den Friedhof der Kirche befestigen. Zwischen 1350 und 1361 wurde Gutenstetten dann dem Kastenamt Neustadt zugeteilt.
Im Städtekrieg 1387–1389 litt Gutenstetten 1388 stark durch Ausplünderung und Brandstiftung. 1460/61 war der Ort erneut von Überfällen geplagt. Im Jahr 1500 entstand im 1290 gebauten, ältesten bürgerlichen Haus Gutenstettens ein Amtshaus mit Gefängnis. Das Haus (mit der Hausnummer 9) musste 1905 abgebrochen werden.
Die St.-Martins-Kirche wurde auf Anordnung des Würzburger Fürstbischofs 1484 an ihren heutigen Standort verlegt, damit der Kirchhof besser verteidigt und Platz für ein größeres Kirchengebäude geschaffen werden könne. Auf Betreiben von Wilhelmus von Abenberg (1452–1495), dem Abt des Klosters Münchsteinach, wurde der Bau der neuen Kirche in Angriff genommen, wozu er sich zur Mittelbeschaffung nach Rom zur Erbittung eines Ablasses begab und sich 1493 beim Bischof von Bamberg um Fördermittel bemühte. Der Rohbau wurde 1499 unter dem Abt Eucharius errichtet. Die Kirche wurde 1500 eingeweiht. Nachdem Eucharis 1510 um Beihilfe für die Innenausstattung gebeten hatte, konnte 1511 der von Joh. Jehen geschaffene Altar aufgestellt werden.
Zum Bereich der Pfarrei Gutenstetten gehörten im 14. bis 16. Jahrhundert (neben den bereits genannten und neben noch heute dazugehörigen Ortsteilen) unter anderem auch Mittelsteinach (Münchsteinach) mit der Weihermühle, Obersteinbach, „Pirkleshof (mit dem späteren Neubirkach)“, Baudenbach (ab 1438 selbstständige Pfarrei) und Unterlaimbach (ab 1468 selbstständige Pfarrei), wahrscheinlich auch Diespeck und Stübach.

### Neuzeit
Wie für Neustadt wurde auch für Gutenstetten erstmals 1524 eine Siebnereiordnung erlassen (Die Funktion des Obersiebners übte der Amtmann bzw. Kastner von Neustadt aus).
Gutenstetten war für den Aischgrund der Ausgangs- und Mittelpunkt der Bauernbewegung von 1525, der aber auch viele Einwohner von Hagenbüchach, Emskirchen, Markt Erlbach und anderen Gemeinden der Region angehörten. Im April 1525 formierte sich in Gutenstetten der Bauernaufstand zur Plünderung des benachbarten Klosters Münchsteinach. Dabei wurden die Gebäude des Klosters in Brand gesetzt; der Abt Christoph von Hirschaid wurde gefangen genommen und nach Bibart verschleppt. Von Gutenstetten ausgehend erfolgten auch Brand- und Raubzüge gegen Schlösser und weitere Klöster in der Region (Dachsbach, Hohenkottenheim, Ullstadt, Sugenheim, Speckfeld, Kloster Riedfeld sowie Kloster Birkenfeld). Im Mai 1525 belagerte die durch Verstärkung aus Forchheim 3000 Mann umfassende Schar die Hauptstadt Neustadt. Dies sollte sich bitter rächen, denn noch im gleichen Monat, am 26. Mai, legten die markgräflichen Reiter das Dorf Gutenstetten (sowie auch die Ortschaften Diespeck und Stübach) in Schutt und Asche; ein Peter Hofmann wurde enthauptet.
Durch die Fürstentümer Ansbach und Kulmbach (Gutenstetten gehörte zum markgräflichen Unterland und ab 1500 zum Fränkischen Reichskreis) kam im Jahre 1528 die Reformation; sie wurde 1542 endgültig in Gutenstetten eingeführt. Der die Reformation durchführende erste evangelische Geistliche in Gutenstetten hieß Leonhard (oder Linhard) Wagner († 1558). Ein 1551 im Aischgrund eingetretenes verheerendes Hochwasser führte auch in Gutenstetten zu starken Schäden. In der Kirche, die „halb Mannshoch“ überschwemmt war, findet sich die in Stein gehauene Inschrift „MDLI WAR EIN GVS BIS HI HER“ (Ein weiteres Hochwasser ist für 1585 belegt). Im Zweiten Markgrafenkrieg (1552 bis 1554) wurde Gutenstetten schwer getroffen, es kam unter die Herrschaft der Nürnberger Markgrafen (1557 wurde das Land an Markgraf Georg Friedrich zurückgegeben) und das in Gutenstetten ansässige Landeskapitel und somit der (bereits 1314 in Gutenstetten unter den Dekan Bernher [= Werner] bestehende) Sitz des Dechanten bzw. Dekans wurde 1564 nach Neustadt verlegt. Die Kirche erhielt 1573 eine große, 1777 umgegossene Glocke. Im Jahr 1573 litt Gutenstetten unter einer Pestseuche, ebenso 1627.
Als im Dreißigjährigen Krieg 1632 bayerische Truppen einfielen, wurde das Dorf schwer geplündert, Wohnhäuser wurden niedergebrannt und Einwohner ermordet. Auch 1634 und 1645 fanden größere Plünderungen statt. Die Haushalte waren von 151 vor dem Krieg auf acht nach dem Krieg gesunken, 1634 bestand gar keine Haushaltung mehr und 1645 standen nur noch vier Gebäude. Der Wiederaufbau nach Ende des Krieges war nicht zuletzt den zahlreichen evangelischen Glaubensvertriebenen aus Österreich und Zuwanderern aus der Schweiz zu verdanken, die in Gutenstetten und Umgebung eine neue Heimat fanden. 1651 hatte Gutenstetten wieder 51 Herdstätten und 1651 wurde ein Siebnereibrief erstellt. Der Pfarrer Schmuzer wurde 1651 nach Gutenstetten versetzt und hatte auch Münchsteinach und Schornweisach und deren Tochterorte zu betreuen. Aus Gutenstetten stammt die Mutter, eine geborene Boßeck von Mühle, des in Baudenbach geborenen und in der Region sehr bekannten Pfarrers Veit vom Berg, der auch 17 Jahre hier wirkte. Im Jahr 1667 erhielt Gutenstetten eine neue Dorfordnung, die unter anderem Geldstrafen bei Verstößen gegen die öffentliche Ordnung und die freie Wahl des Dorfmeisters regelte. Ein von einem mit markgräflicher Genehmigung zugezogenem Juden durchgeführter Hausbau wurde, noch bevor das Haus fertiggestellt war, von Einwohnern Gutenstettens verhindert. Am 10. Dezember 1700 verpfändete der Markgraf Gutenstetten zusammen mit Schornweisach, Münchsteinach (Klosteramt) und Baudenbach an den Würzburger Fürstbischof (Die vorbehaltene Wiedereinlösung der drei Orte erfolgte 1732 mit 280.000 Gulden).
Wie zuvor schon Neustadt wurde auch Gutenstetten 1697 bis 1709 zu einem Zentrum des Pietismus und, insbesondere von 1720 bis 1744, im Gegensatz zu Neustadt ab 1703 auch des Separatismus, dessen Gutenstettener Gemeinde sich auch Gemeindemitglieder der Filialorte Pahres, Reinhardshofen und Stübach anschlossen.
Ab etwa 1770 verbesserte sich die wirtschaftliche Situation Gutenstettens. Der frühere, in der Dorfordnung erwähnte Weinbau wurde aufgegeben und durch Hopfenbau ersetzt. Jeder Gemeindemann musste auf dem Gemeineödland einen Obstbaum pflanzen. Nach 1772 wurden in größerem Umfang Kartoffeln angebaut. Die finanziellen Mittel machten den Bau einer steinernen Brücke über die Aisch möglich. Als Zeichen des Gemeindesinnes wurde 1780 die Gemeinde-Linde gepflanzt.
Gegen Ende des 18. Jahrhunderts gab es in Gutenstetten 43 Anwesen. Das Hochgericht übte das brandenburg-bayreuthische Stadtvogteiamt Neustadt an der Aisch aus. Die Dorf- und Gemeindeherrschaft hatte das Klosteramt Münchsteinach inne. Alle Anwesen hatten das Fürstentum Bayreuth als Grundherrn (Klosteramt Birkenfeld: 2 Widemgüter; Klosteramt Münchsteinach: 1 Wirtshaus, 1 Mühle, 2 Höfe, 2 Huben, 4 Halbhuben, 4 Güter, 24 Sölden, 2 Häckersgüter).
Bei der Verwaltungseinteilung 1797 kam Gutenstetten zum Neustädter Kreis (den Sitz der Kapitelsynode und des Dekanats hatte man bereits 1564 nach dort abgeben müssen) und zum Justizamt Dachsbach. Napoleonische Truppen marschieren 1806 in die Region ein und Gutenstetten wurde bis 1814 durch die geforderte Offiziersverpflegung und Mannschaftseinquartierungen sowie weitere Kriegsleistungen schwer belastet (1814 kam noch die Einquartierung von etwa 6000 Russen hinzu). Durch den Pariser Vertrag von 1810 unter Napoleon fiel Gutenstetten als Teil des preußischen Fürstentums Bayreuth im Frieden von Tilsit 1807 an Frankreich und wurde 1810 an Bayern verkauft.
Im Rahmen des Gemeindeedikts wurde 1811 der Steuerdistrikt Gutenstetten gebildet, zu dem Eckenhof, Haag, Kleinsteinach, Pahres, Rappoldshofen, Reinhardshofen und Ziegenhof gehörten. 1813 entstand die Ruralgemeinde Gutenstetten, zu der Haag und Kleinsteinach gehörten. Sie war in Verwaltung und Gerichtsbarkeit dem Landgericht Neustadt an der Aisch zugeordnet und in der Finanzverwaltung dem Rentamt Neustadt an der Aisch (1919 in Finanzamt Neustadt an der Aisch umbenannt, seit 1972 Finanzamt Uffenheim). Ab 1862 gehörte Gutenstetten zum Bezirksamt Neustadt an der Aisch (1939 in Landkreis Neustadt an der Aisch umbenannt). Die Gerichtsbarkeit blieb beim Landgericht Neustadt an der Aisch (1879 in das Amtsgericht Neustadt an der Aisch umgewandelt). Die Gemeinde hatte eine Gebietsfläche von 9,048 km².
Ein Postomnibus nach Burghaslach verkehrte ab 1895. 1897 entstand in Gutenstetten eine Posthilfsstelle, die 1900 in eine Postagentur umgewandelt wurde (Am 8. November 1927 wurde eine Kraftpost Neustadt-Gutenstetten-Burghaslach eröffnet). Mit der Einrichtung der Aischtalbahn, deren erster Zug am 11. Juli 1904 verkehrte, brach ein neues Zeitalter an. 1976 wurde der Personenverkehr auf dieser Strecke wieder eingestellt.
Ein neuer Friedhof wurde 1911 angelegt. Seit 1912 ist Gutenstetten elektrifiziert. Ein Denkmal für die Gefallenen des Ersten Weltkrieges wurde mit Unterstützung von Kleinsteinach 1923 eingerichtet und später für die des Zweiten Weltkrieges erweitert.

### Eingemeindungen
Am 1. Juli 1971 wurden die bis dahin selbständigen Gemeinden Bergtheim und Rockenbach eingegliedert. Am 1. Januar 1972 folgte die Gemeinde Reinhardshofen (ohne ihren östlichen Teil um Rappoldshofen, der nach Gerhardshofen eingemeindet wurde). Pahres kam am 1. Juli 1972 hinzu.

### Einwohnerentwicklung
Die nicht steigende Einwohnerzahl zwischen 1860 und 1900 erklärt sich durch Auswanderungen nach Amerika und Wegzug in die Stadt. Im Zeitraum 1988 bis 2018 stieg die Einwohnerzahl von 1087 auf 1267 um 180 Einwohner bzw. um 16,6 %.
Gemeinde Gutenstetten
| Jahr      | 1818   | 1840   | 1852   | 1861   | 1867   | 1871   | 1875   | 1880   | 1885   | 1890   | 1895   | 1900   | 1905   | 1910   | 1919   | 1925   | 1933   | 1939   | 1946   | 1950   | 1961   | 1970   | 1987   | 2007   | 2012   | 2016   |
| Einwohner | 472    | 548    | 543    | 559    | 558    | 523    | 516    | 548    | 551    | 542    | 547    | 530    | 556    | 545    | 535    | 499    | 431    | 438    | 669    | 633    | 514    | 498    | 1070   | 1394   | 1282   | 1281   |
| Häuser    | 90     | 86     |        |        |        | 94     |        |        | 94     | 93     |        | 94     |        |        |        | 100    |        |        |        | 101    | 100    |        | 291    |        |        | 421    |
| Quelle    | [ 43 ] | [ 44 ] | [ 45 ] | [ 46 ] | [ 47 ] | [ 48 ] | [ 49 ] | [ 50 ] | [ 51 ] | [ 52 ] | [ 45 ] | [ 53 ] | [ 45 ] | [ 54 ] | [ 45 ] | [ 55 ] | [ 45 ] | [ 45 ] | [ 45 ] | [ 56 ] | [ 35 ] | [ 57 ] | [ 58 ] | [ 59 ] | [ 59 ] | [ 59 ] |

Ort Gutenstetten
| Jahr      | 001818 | 001840 | 001861 | 001871 | 001885 | 001900 | 001925 | 001950 | 001961 | 001970 | 001987 | 002014 |
| Einwohner | 339    | 394    | 402    | 374    | 398    | 376    | 382    | 522    | 386    | 386    | 410    | 531    |
| Häuser    | 67     | 62     |        |        | 69     | 69     | 75     | 76     | 77     |        | 107    |        |
| Quelle    | [ 43 ] | [ 44 ] | [ 46 ] | [ 48 ] | [ 51 ] | [ 53 ] | [ 55 ] | [ 56 ] | [ 35 ] | [ 57 ] | [ 58 ] | [ 60 ] |

## Religion
Der Großteil der Gemeindeeinwohner ist protestantisch. Die St.-Johannis-Kirche in Gutenstetten und die Kilianskirche in Reinhardshofen gehören zur evangelisch-lutherischen Kirchengemeinde Gutenstetten.

## Politik
Die Gemeinde ist Mitglied der Verwaltungsgemeinschaft Diespeck.

### Gemeinderat
Der Gemeinderat hat zwölf Mitglieder:
- CSU: sechs Sitze
- Unabhängige Bürger: zwei Sitze
- Grüne: zwei Sitze
- Liste 7: zwei Sitze

(Stand: Kommunalwahl vom 15. März 2020)
- Liste 7: 2
- Grüne: 2
- Unabh.: 2
- CSU: 6

### Erste Bürgermeister
Gerhard Eichner ist seit 2014 Bürgermeister von Gutenstetten. Er wurde am 15. März 2020 mit 74,1 % der Stimmen wiedergewählt.
- Gerhard Eichner, CSU, seit 2014[63]
- Helmut Reiß, Unabhängige Bürger, 2002 bis 2014
- Robert Maderer, CSU, 1985 bis 2002
- Lorenz Schneider, CSU, 1972 bis 1985

### Städtepartnerschaften
Seit 1987 besteht eine Partnerschaft mit dem in der französischen Region Nouvelle-Aquitaine gelegenen Saint-Hilaire-les-Places. Die partnerschaftlichen Aktivitäten werden in erster Linie durch den Verein Freunde von St. Hilaire les Places koordiniert. Es finden auch immer wieder deutsch-französische Fußballturniere statt, die der örtliche Sportverein teilweise mitorganisiert.

### Wappen und Flagge
Wappen
| Wappen von Gutenstetten | Blasonierung: „Geteilt von Schwarz und Silber mit einem roten Herzschild, darin ein silberner Kirchturm, oben fünf drei zu zwei gestellte silberne Tannen, unten drei blaue Wellenbalken.“ |
| Wappen von Gutenstetten | Wappenbegründung: Die drei blauen Wellenbalken stellen die drei Wasserläufe Aisch, Ehe und Steinach im Gemeindegebiet dar. Die Farben Silber und Blau sind die bayerischen Landesfarben. Die Bäume repräsentieren den Teil der Gemeinde, der im Steigerwald liegt. Sie symbolisieren zugleich die fünf ehemals selbstständigen Gemeinden. Die Farben Schwarz und Silber sind die Farben der Markgrafen von Ansbach-Bayreuth und erinnern an deren einstige Landesherrschaft. Der Kirchturm stellt die Kirche von Gutenstetten dar und drückt die Zugehörigkeit der anderen Orte zu dieser Pfarrei aus. Die Farben Rot und Silber sind die Farben Frankens. Dieses Wappen wird seit 1982 geführt. |

Flagge
Die Gemeindeflagge ist schwarz-weiß-blau.

### Dorferneuerung
Für die Gemeindeteile Gutenstetten, Reinhardshofen und Pahres wurde im Juli 2009 ein Dorferneuerungsverfahren genehmigt.
Erste Projekte in den Gemeindeteilen Pahres, Reinhardshofen und Gutenstetten konnten bereits abgeschlossen werden bzw. laufen derzeit.

## Kultur und Sehenswürdigkeiten

### Bauwerke
- St.-Johannis-Kirche in Gutenstetten mit bedeutendem Flügelaltar aus dem Jahr 1511
- Martinskapelle im Friedhof Gutenstetten
- Fachwerkpfarrhaus aus dem 17. Jahrhundert in Gutenstetten
- Museum für Keltenfunde in Gutenstetten (eröffnet im Mai 2008)
- Kirche St. Kilian in Reinhardshofen
- Landschloss in Rockenbach aus dem Jahr 1743 (dient als Schulungsstätte des Verbandes Christlicher Pfadfinderinnen und Pfadfinder Land Bayern)

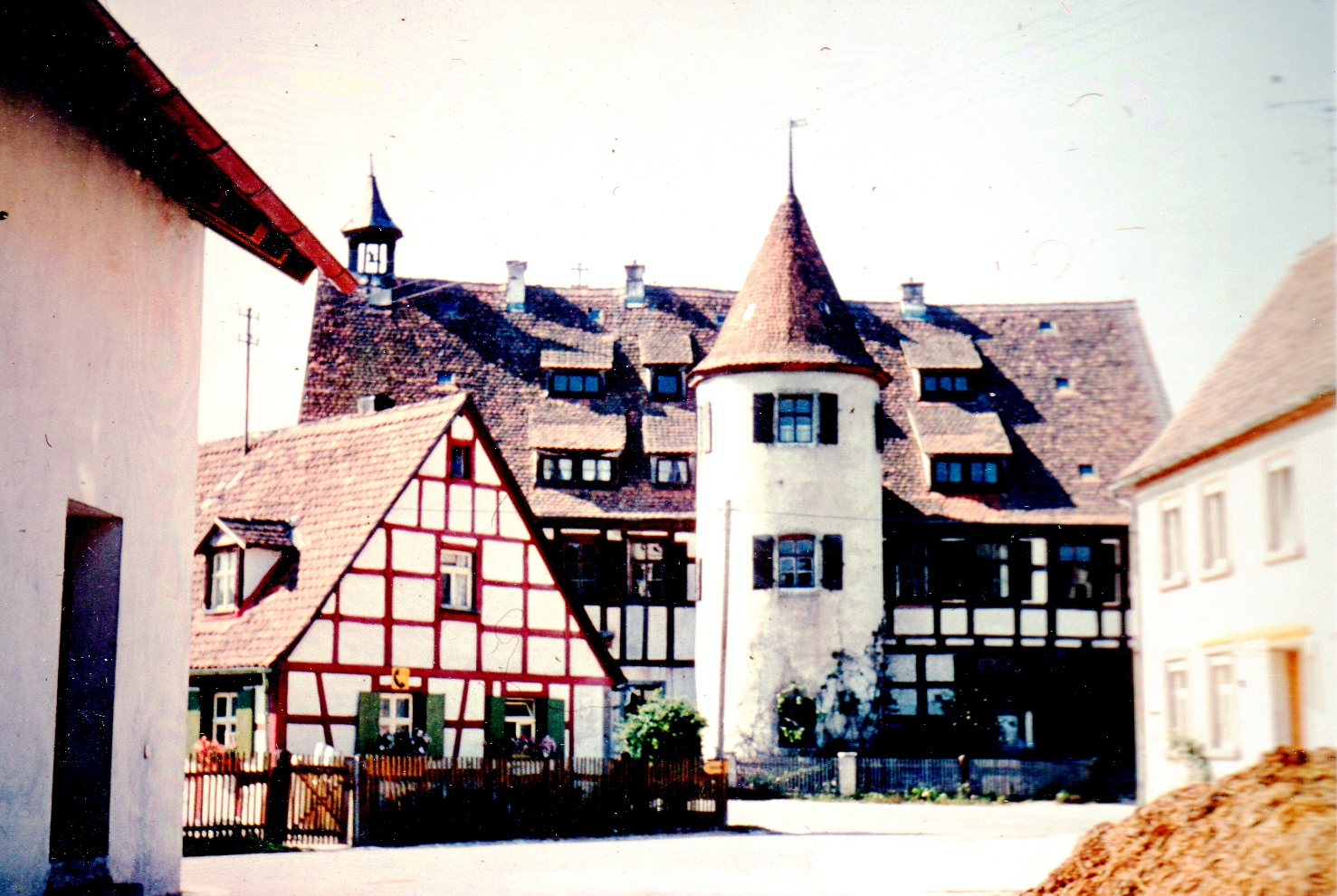
Landschloss Rockenbach um 1970

### Tourismus
- Gutenstetten bietet mit dem Weiherwanderweg, dem Aischtalradweg und dem sogenannten Allianzweg gemeindeübergreifende Wander- und Radwanderrouten.
- Innerhalb der Gemeinde sind vier Rundwanderwege mit verschiedenen Distanzen ausgeschildert.
- Die Gemeinde Gutenstetten ist mit zwei Brauereien ein zentraler Ort an der Aischgründer Bierstraße.
- Im Landschloss Rockenbach befindet sich eine Jugendbegegnungsstätte der christlichen Pfadfinder.
- Der Ort liegt an der Steigerwald-Höhenstraße.

### Musik
Musikalische Aktivität betreiben der Männergesangverein Gutenstetten, ein gemischter Chor, ein Frauenchor in Rockenbach und Bergtheim, ein Posaunenchor und ein Kirchenchor.

### Sport
Der Sportverein Gutenstetten e. V. wurde im Jahr 1949 gegründet. Im Jahr 2012 fusionierte die Fußballabteilung mit der des Nachbarvereins SVS Münchsteinach zur SpVgg Steinachgrund. Zwei Jahre später wurde die Zusammenarbeit beider Vereine wieder beendet. Im Jahr 2017 wurden SVG und SpVgg verschmolzen. Seitdem nennt sich der Verein SV Gutenstetten-Steinachgrund.
In den Gemeindeteilen Bergtheim und Kleinsteinach gibt es jeweils einen Sportschützenverein.

### Regelmäßige Veranstaltungen
- Am ersten Juliwochenende feiert der Gemeindeteil Reinhardshofen Kirchweih.
- Am zweiten Wochenende im Juli, jedoch nie vor dem 10. Juli als Kirchweihsonntag, feiert der Hauptort Gutenstetten Kirchweih.
- Am ersten Augustwochenende feiert der Gemeindeteil Pahres Kirchweih.
- Am zweiten Augustwochenende feiert der Gemeindeteil Kleinsteinach Kirchweih.
- Am ersten Septemberwochenende feiert der Gemeindeteil Bergtheim Kirchweih.

## Wirtschaft und Infrastruktur

### Verkehr
Gutenstetten liegt im Tarifgebiet des Verkehrsverbund Großraum Nürnberg. Seit der Einstellung der Aischtalbahn ist Gutenstetten mit einer Buslinie des OVF an den an der Bahnstrecke Fürth–Würzburg gelegenen Bahnhof in Neustadt an der Aisch angebunden. Auf dieser Linie finden seit April 2008 im Sommerhalbjahr Fahrten im Rahmen der Freizeitlinie „Aischgründer Bierexpress“ statt.
Gutenstetten liegt an der Staatsstraße 2259, die zur Bundesstraße 470 (0,8 km südöstlich) bzw. an Kleinsteinach vorbei nach Münchsteinach (3,5 km nordwestlich) führt. Gemeindeverbindungsstraßen führen nach Reinhardshofen zur Kreisstraße NEA 12 (1,8 km nordöstlich) und nach Haag (1,2 km nördlich).

### Gewerbeflächen
2009 wurde der Solarpark Haag in Betrieb genommen. Dort werden jährlich 5.500.000 Kilowattstunden Strom erzeugt.

### Unternehmen
- Roland Meinl Musikinstrumente produziert Schlagzeuge und Perkussionsinstrumente, ist seit 2003 in Gutenstetten ansässig und Distributor für Deutschland, Österreich, Liechtenstein, Luxemburg, Belgien, Niederlande, Tschechien, Polen, Ungarn und die Slowakei von Gitarren der Marke Ibanez und vertreibt auch Gitarren der Marke Ortega[69] sowie andere Musikinstrumente
- Die Privatbrauerei Hofmann ist seit 1663 im Gemeindeteil Pahres ansässig.
- Die Brauerei Windsheimer bestand seit 1767 in Gutenstetten.[70] Im Dezember 2021 wurde der Betrieb eingestellt.[71]

Daneben gibt es verschiedene Kleingewerbe.

### Freiwillige Feuerwehren
Im Jahr 1876 wurde in Gutenstetten eine Freiwillige Feuerwehr gegründet. In der Gemeinde Gutenstetten bestehen die Freiwilligen Feuerwehren Bergtheim, Gutenstetten, Reinhardshofen und Rockenbach. Die Freiwillige Feuerwehr Pahres hat sich im Jahr 1996 aufgelöst, Kleinsteinach im Jahr 2016.

## Söhne und Töchter der Gemeinde
- Andreas Deininger (1852–1934), Bürgermeister, Mühlenbesitzer, Landwirt, Abgeordneter des Bay. Landtages von 1893–1911
- Johann Joachim Schlegel (1821–1880), Braumeister, Gründer der Schlegel Brauerei AG (aus dem Gemeindeteil Bergtheim)
- Gabi Schmidt (* 1968), Landtagsabgeordnete (aus dem Gemeindeteil Kleinsteinach)